# Енріке Оссес
Енріке Оссес (ісп. Enrique Roberto Osses Zencovich; 26 травня 1974, Сантьяго) — чилійський футбольний арбітр. Арбітр ФІФА з 2005 року. Один з арбітрів чемпіонату світу 2014 року. Найкращий футбольний арбітр Південної Америки 2012 року.

## Кар'єра арбітра
Почав судити футбольні матчі у внутрішньому чемпіонаті Чилі. 2005 року отримав ліцензію ФІФА, на момент отримання ліцензії був одним з найжорсткіших арбітрів в чемпіонаті Чилі, в сезоні 2005 року, у внутрішній першості, в 16 обслуговуваних матчах видалив 21 гравця, а в матчі «Уніон Сан-Феліпе» — «Уніон Еспаньйола» голкіпер гостей Ігнасіо Гонсалес, отримавши від Оссеса другу жовту картку, поклав арбітра на газон сильним ударом в щелепу. Гонсалес провів дві години в поліцейському відділку, а потім був дискваліфікований на 50 матчів і клуб змушений був продати його в Аргентину.
Відтоді за Оссесом тягнеться довгий шлейф скандалів: 2008 року він видалив одразу чотирьох гравців «Універсідад Католіки» в матчі з «Коло-Коло»; в 2009 році не зарахував гол, забитий на останній хвилині матчу Кубка Лібертадорес у ворота аргентинського «Сан-Лоренсо», через що перуанський «Універсітаріо» вибув з турніру; 2011 року на арбітра знову скоїв напад футболіст, коли Оссес поставив другий пенальті у ворота «Універсідад Католіки», а в 2013 році в матчі Кубка Лібертадорес Енріке забув видалити з поля гравця уругвайського «Насьоналя» Алехандро Лембо, показавши йому дві жовті картки.
У 2007 і 2009 роках залучався до суддівства матчів кубків Південної Америки серед молодіжних команд. З 2009 року обслуговує матчі Кубка Лібертадорес, 2012 року йому було довірено суддівство першого фінального поєдинку кубка між клубами «Бока Хуніорс» та «Корінтіанс» (1:1). У цьому ж році він судив один з матчів фіналу Південноамериканського кубка, в якому грали «Сан-Паулу» і «Тигре» (2:0). У різний час обслуговував матчі: кубка Америки по футболу 2011 року, клубного чемпіонату світу 2011 року та Кубка конфедерацій 2013 року.
15 січня 2014 року разом з двома помічниками, так само чилійцями, Карлосом Астросою та Серхіо Романом обраний одним з арбітрів чемпіонату світу з футболу 2014 року в Бразилії, де відсудив два матчі групового етапу.